# Вера Шмид
Вера Федоровна Шмид (на немски: Vera Schmidt и на руски: Вера Федоровна Шмидт) е руска педагожка и психоаналитичка от немски произход.

## Биография

### Произход и младежки години
Родена е на 27 юли 1889 година в Староконстантиново, днес Украйна, в семейството на лекари. Тя е привързана към майка си Елисавета Яницкая, която лекува деца, страдащи от неврологични заболявания. Вера по-късно казва, че майка ѝ има определящо влияние за избора ѝ на кариера. Между 1913 и 1916 г. учи в Педагогическия институт за жени, където се обучава по методите на Фридрих Фрьобел. През 1913 г. се омъжва за Ото Шмид, който става известен учен и изследовател на Арктика. С избухването на Октомврийската революция и двамата се заинтересуват от психоанализата и Вера, която говори немски, започва да чете Зигмунд Фройд в оригинал.

### Психоанализа в Съветска Русия
През 1921 г. Наркомпрос (Народный комиссариат просвещения РСФСР) създава Руското психоаналитично общество в Москва, институция, която по-късно са приети фигури като Александър Лурия, който само на 19 години е лидер на Казанския психоаналитичен кръг и Моше Улф (1878 – 1971), който представя психоанализата по време на предреволюционната „Сребърна епоха“. Президент на обществото е Иван Ермаков, който редактира произведенията на Зигмунд Фройд на руски език в девет тома. Вера Шмид заедно със Сабина Шпилрайн основават детски дом, известен като „Бялата къща“.
Умира през 1937 година в Москва на 47-годишна възраст.